# Операция „Михайлович“
Операция „Михайлович“ е операция на германските окупационни войски в Сърбия срещу партизанската съпротива на Четниците, оглавявани от Дража Михайлович.
Германското настъпление е проведено между 4 и 9 декември 1941 година. Германците успяват да потушат бунтовете в по-голямата част от страната и възстановяват контрола си върху основните транспортни коридори, но не унищожават окончателно четническото движение.